# Велика Вербова
Вели́ка Вербова (рос. Б. Бол. Вербовая) — балка (річка) в Україні у Василівському районі Запорізької області. Ліва притока Білозерки (басейн Дніпра).

## Опис
Довжина балки приблизно 6,50 км, найкоротша відстань між витоком і гирлом — 6,32 км, коефіцієнт звивистості річки — 1,03. Формується декількома балками та загатами. На деяких ділянках балка пересихає.

## Розташування
Бере початок на західній околиці села Мала Білозерка. Тече переважно на північний захід і на північно-східній околиці села Велика Білозерка впадає в річку Білозерку, ліву притоку Дніпра (Каховське водосховище).

## Цікаві факти
- Балку перетинає автошлях Т 0810[2] (автомобільний шлях територіального значення в Запорізькій області. Проходить територією Великобілозерського, Василівського та Михайлівського районів через Велику Білозерку — Михайлівку — Високе. Загальна довжина — 50,2 км).
- У XIX столітті навколо балки існувало багато колоній[1].